# LBC-MVPSF Cycling Pilipinas/Saison 2013
Dieser Artikel listet Erfolge und Fahrer des Radsportteams LBC-MVPSF Cycling Pilipinas in der Saison 2013 auf.

## Erfolge in der UCI Asia Tour
| Datum | Rennen                                                | Kat. | Fahrer        |
| ----- | ----------------------------------------------------- | ---- | ------------- |
|       | Philippinische Meisterschaft – Einzelzeitfahren       | CN   | Ronald Oranza |
|       | Philippinische Meisterschaft – Einzelzeitfahren (U23) | CN   | Ronald Oranza |
|       | Philippinische Meisterschaft – Straßenrennen          | CN   | Rustom Lim    |
|       | Philippinische Meisterschaft – Straßenrennen (U23)    | CN   | Rustom Lim    |

## Mannschaft
| Name                       | Geburtstag       | Nationalität | Team 2012 |
| -------------------------- | ---------------- | ------------ | --------- |
| Mark Bonzo (ab 10.07.)     | 15. Juli 1989    | Philippinen  | Neoprofi  |
| Jemico Brioso              | 31. Mai 1989     | Philippinen  | Neoprofi  |
| El Joshua Carino           | 25. Januar 1993  | Philippinen  | Neoprofi  |
| Denver Casayuran           | 8. November 1990 | Philippinen  | Neoprofi  |
| Rustom Lim                 | 8. Juli 1993     | Philippinen  | Neoprofi  |
| Ronald Lomotos (ab 10.07.) | 8. Juli 1994     | Philippinen  | Neoprofi  |
| John Renee Mier            | 14. Juni 1992    | Philippinen  | Neoprofi  |
| Junrey Navarra             | 1. Februar 1992  | Philippinen  | Neoprofi  |
| Elmer Navarro              | 24. Oktober 1991 | Philippinen  | Neoprofi  |
| Ronald Oranza              | 2. Dezember 1992 | Philippinen  | Neoprofi  |
| Francisco Bombarda Ramos   | 17. Februar 1990 | Philippinen  | Neoprofi  |